# Куряны (Украина)
Куря́ны (укр. Куряни) — село в Нараевской сельской общине Тернопольского района Тернопольской области Украины.
До 2020 года входило в Бережанский район.
Код КОАТУУ — 6120482701. Население по переписи 2001 года составляло 830 человек.

## Географическое положение
Село Куряны находится на берегах реки Нараевка,
выше по течению на расстоянии в 0,5 км расположено село Павлов,
ниже по течению на расстоянии в 1,5 км расположено село Демня.
Через село проходит автомобильная дорога М-12 (E 50).

## История
- 1488 год — дата основания.

## Объекты социальной сферы
- Школа.
- Клуб.
- Фельдшерско-акушерский пункт.

## Религия
- Церковь мощей Св. Параскевы.